# Maure de Bretagne communauté
Maure de Bretagne Communauté est une ancienne communauté de communes française, située dans le département de l'Ille-et-Vilaine, en région Bretagne.

## Histoire
En juin 2012, la communauté de communes du Pays de Maure de Bretagne décide de changer de nom et devient Maure de Bretagne Communauté. 
En septembre 2012, Maure de Bretagne Communauté ouvre son nouveau pôle social et culturel : le Chorus, issu du transfert de la médiathèque de la commune de Maure-de-Bretagne et des services culturels des communes membres. Ce nouvel équipement rassemble un multi-accueil et les services à l'enfance (un relais parents-assistants maternels et un centre de loisirs), à la jeunesse (un point information jeunesse et un espace jeunes) et à la culture (une médiathèque, une ludothèque et une cyber-base).
Le 1er janvier 2014, dans le cadre de la réforme territoriale, Maure de Bretagne Communauté a fusionné avec la communauté de communes du canton de Guichen (ACSOR) et 3 communes de Pipriac communauté (Guipry, Lohéac, Saint-Malo-de-Phily) ainsi que Messac (qui a ensuite fusionné en janvier 2016 avec Guipry pour former la commune nouvelle de Guipry-Messac) pour former Vallons de Haute-Bretagne Communauté, laquelle a adhéré le 1er janvier 2017 avec Bretagne porte de Loire Communauté à l'association du Pays des Vallons de Vilaine qui définit désormais leur schéma de cohérence territoriale (SCoT).

## Territoire communautaire

### Géographie
Le territoire intercommunal couvrait le sud-ouest de l'Ille-et-Vilaine, à 40 km de Rennes, aux portes du Pays de Redon.

### Composition
Elle regroupait neuf communes :
| Nom                       | Code Insee | Gentilé       | Superficie (km2) | Population (dernière pop. légale) | Densité (hab./km2) |
| ------------------------- | ---------- | ------------- | ---------------- | --------------------------------- | ------------------ |
| Maure-de-Bretagne (siège) | 35168      | Mauritaniens  | 66,76            | 3 370 (2014)                      | 50                 |
| Bovel                     | 35035      | Bovellois     | 14,60            | 607 (2014)                        | 42                 |
| Les Brulais               | 35046      | Brulaisiens   | 11,96            | 516 (2014)                        | 43                 |
| Campel                    | 35048      | Campellois    | 11,10            | 492 (2014)                        | 44                 |
| La Chapelle-Bouëxic       | 35057      | Chapellois    | 20,66            | 1 380 (2014)                      | 67                 |
| Comblessac                | 35084      | Comblessacois | 17,23            | 706 (2014)                        | 41                 |
| Loutehel                  | 35160      |               | 7,21             | 257 (2014)                        | 36                 |
| Mernel                    | 35175      | Mernellois    | 17,37            | 1 039 (2014)                      | 60                 |
| Saint-Séglin              | 35311      | Séglinois     | 9,40             | 530 (2014)                        | 56                 |

Note : après la dissolution de Maure de Bretagne Communauté le 1er janvier 2014, les anciennes communes de Maure-de-Bretagne et Campel sont devenues depuis le 1er janvier 2017 des communes déléguées formant la commune nouvelle de Val d'Anast.

### Démographie
| 1968  | 1975  | 1982  | 1990  | 1999  | 2006  | 2008  | 2010  |
| ----- | ----- | ----- | ----- | ----- | ----- | ----- | ----- |
| 6 457 | 6 115 | 5 977 | 6 148 | 6 278 | 7 625 | 8 008 | 8 398 |

## Administration

### Siège

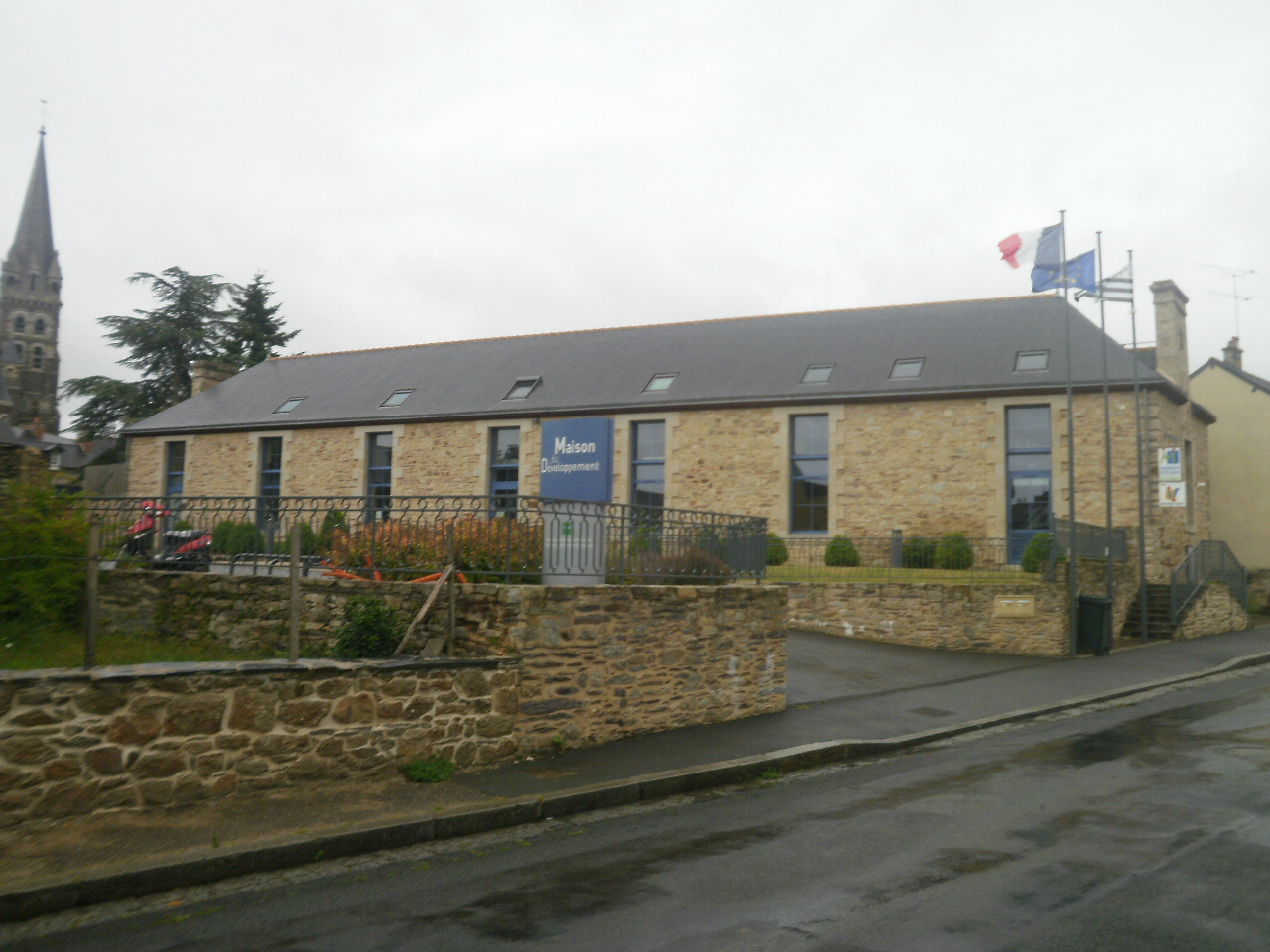
Siège de Maure de Bretagne communauté

Le siège de la communauté de communes était à Maure-de-Bretagne, 8 rue du Frère Cyprien.

### Élus
|                       | Identité            | Qualité                                   |
| --------------------- | ------------------- | ----------------------------------------- |
| 1er                   | José Mercier        | Maire de Bovel                            |
| 2e                    | Jean-Claude Trochet | 1er adjoint au maire de Maure-de-Bretagne |
| 3e                    | Jean-Yves Inizan    | 3e adjoint au maire de Mernel             |
| 4e                    | Daniel Urvoy        | 1er adjoint au maire de Campel            |
| Source : Ouest-France |                     |                                           |

### Liste des présidents
| Période        | Période        | Identité           | Étiquette               | Qualité                                                                                              |
| -------------- | -------------- | ------------------ | ----------------------- | --- |
| décembre 1993  | septembre 1995 | Georges François   | UDF-PR                  | Maire de Maure-de-Bretagne (1973 → 1995) Conseiller général de Maure-de-Bretagne (1986 → 1994)       |
| septembre 1995 | avril 2001     | Yvon Cardinal      | DVD                     | Maire de Mernel (1995 → 2004)                                                                        |
| avril 2001     | décembre 2013  | Pierre-Yves Reboux | DVD puis MoDem puis PRG | 1er adjoint au maire des Brulais (2001 → 2014) Conseiller général de Maure-de-Bretagne (2008 → 2015) |